# Calciuria
Per calciuria si intende il livello di calcio nelle urine.
Il livello normale si trova compreso tra 100 e 300mg nelle 24h.
Le indicazioni per la valutazione della concentrazione plasmatica di calcio nelle urine sono
- esame della funzionalità delle paratiroidi
- esame dell'assorbimento intestinale.

L'ipercalciuria, cioè una concentrazione oltre il valore considerato normale, si può verificare nei seguenti casi:
- condizioni che determinano ipercalcemia
- ipercalciuria idiopatica
- acidosi tubulare renale
- acidosi metabolica
- osteoporosi
- terapie con sali di calcio e corticosteroidi

All'inverso, un'ipocalciuria, cioè una concentrazione urinaria di Ca inferiore alla norma, si può rilevare nei seguenti casi:
- condizioni che determinano ipocalcemia
- ipercalcemia ipocalciurica familiare
- impiego cronico di diuretici tiazidici e sali di litio.